# McDonnell Douglas MD-500
McDonnell Douglas MD 500 – amerykański jednosilnikowy lekki śmigłowiec wielozadaniowy z pięciołopatowym wirnikiem. Oblatany w 1967 roku, powstał jako wersja eksportowana modelu OH-6A Cayuse, skonstruowanego w roku 1963 przez wytwórnię Hughes. Zmodernizowana wersja cywilna wykorzystywana jest jako śmigłowiec turystyczny. Wersja wojskowa, nad którą rozpoczęto pracę w 1984 roku (MD 500/530 Defender), może być wyposażona w rakiety niekierowane i kierowane oraz karabiny maszynowe.

## Użytkownicy

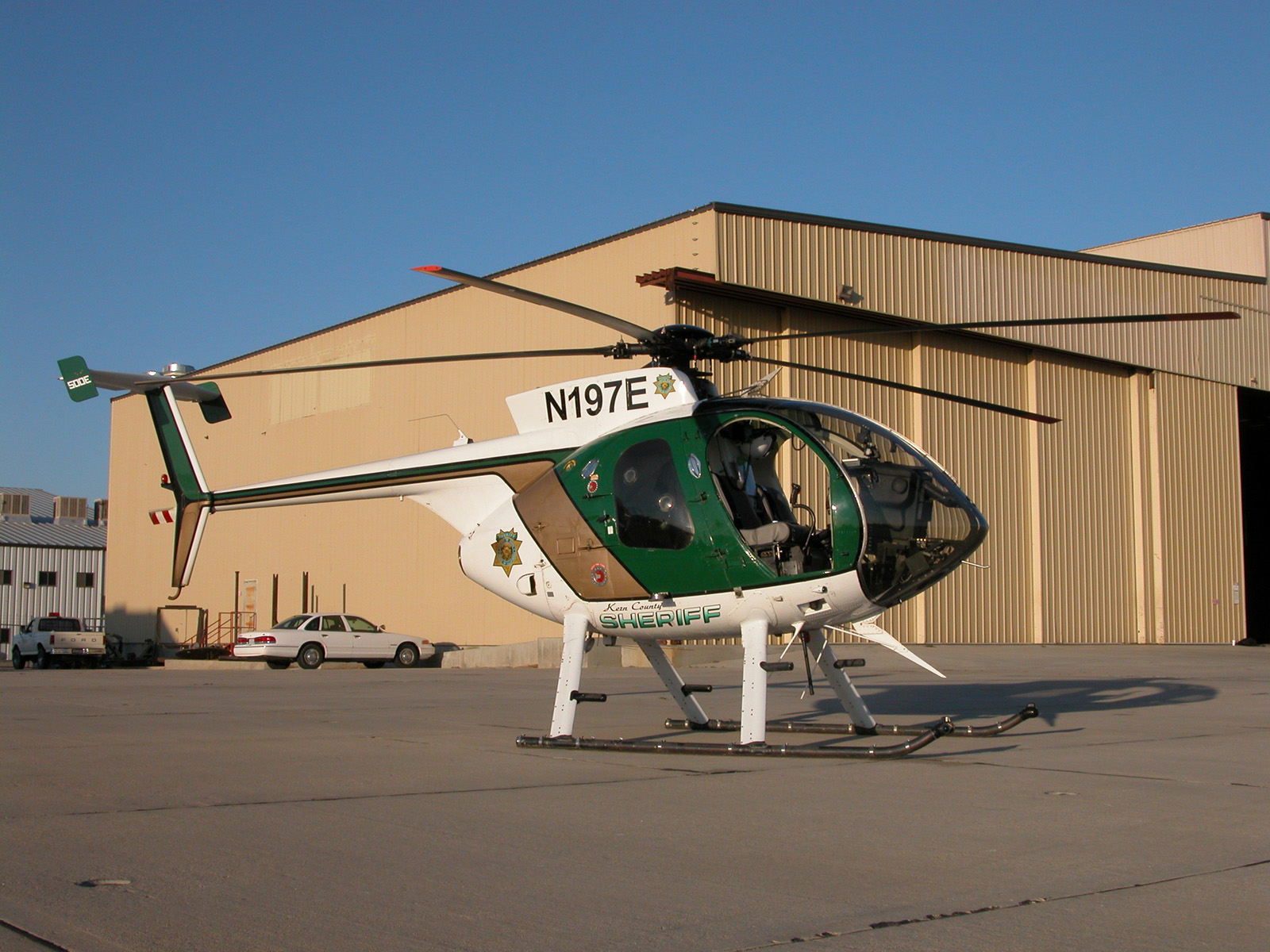
Policyjny MD 500E

### Siły zbrojne
Afganistan
- siły powietrzne: 6 helikopterów MD 530F z opcją zakupu dodatkowych 50

 Argentyna
- Fuerza Aérea Argentina
- straż wybrzeża (do roku 1988)[2]

 Chile
- siły lądowe

 Chorwacja
- 4 helikoptery, wszystkie zakończyły służbę

 Filipiny
- Hukbong Himpapawid ng Pilipinas: 15 helikopterów

 Finlandia
- wojska lądowe: 12 helikopterów, 8 ciągle w użyciu

 Haiti
- siły powietrzne

 Hiszpania
- Armada Española

 Honduras
- siły powietrzne

 Islandia
- straż wybrzeża

 Iran
 Japonia
- Lądowe Siły Samoobrony
- Japońskie Morskie Siły Samoobrony: 5 szkoleniowych helikopterów MD 530Es

 Jordania
- Jordańskie Siły Powietrzne

 Kenia
- siły powietrzne

 Korea Północna
- Siły Powietrzne Koreańskiej Republiki Ludowo-Demokratycznej: 87 helikopterów

 Korea Południowa
- siły lądowe: 257 helikopterów

 Meksyk
- Fuerza Aérea Mexicana
- siły powietrzne marynarki wojennej

 Panama
- siły powietrzne

 Salwador
- 5 helikopterów

 Stany Zjednoczone
 Tajwan
- Siły Powietrzne Republiki Chińskiej: 10 helikopterów MD 500/ASW

 Włochy
- Aeronautica Militare